# Atienza (kommunhuvudort)
Atienza är en kommunhuvudort i Spanien.   Den ligger i provinsen Provincia de Guadalajara och regionen Kastilien-La Mancha, i den centrala delen av landet, 110 km nordost om huvudstaden Madrid. Atienza ligger 1 163 meter över havet och antalet invånare är 433.
Terrängen runt Atienza är kuperad åt sydost, men åt nordväst är den platt. Runt Atienza är det mycket glesbefolkat, med 3 invånare per kvadratkilometer. Atienza är det största samhället i trakten. 